# El sol també a la nit
El sol també a la nit (títol original: Il sole anche di notte) és una pel·lícula franco-italiana (amb participació alemanya), dirigida l'any 1989 per Paolo i Vittorio Taviani i estrenada l'any 1990. El guió del film és lliurement adaptat d'una novel·la curta del novel·lista rus Lev Tolstoi, El pare Serge. Ha estat doblada al català.
Cal destacar que l'obra de Tolstoi ja ha estat objecte de dues adaptacions russes al cinema: l'una, llegendària, dirigida per Yakov Protazanov, amb l'actuació de Ivan Mosjoukine, data de 1917, en l'època del cinema mut; l'altre, per celebrar els 150 anys de l'escriptor, data de 1978 i ha estat posada en escena per Igor Talankine, amb Serguei Bondartxuk com a protagonista.

## Argument
1753 - El baró Sergio Giuramondo, al tribunal del rei Carles III de Nàpols, és destinat a una bona carrera. Amb gran estupor, descobreix que la seva promesa, la duquessa Cristina, ha estat una de les amants del monarca.
Deshonrat i degradat el seu ideal, el jove Sergio s'escapa i entra en un convent. Però la vida de l'Església no arriba a satisfer la seva set d'absolut. Renuncia llavors al sacerdoci i es fa ermità sobre el mont Petra. Més tard, una bonica jove, Aurelia, intenta seduir-ho. El pare Sergio reacciona tallant-se un dit. La fama de la seva santedat acaba per propagar-se més enllà de les fronteres. Cobert de glòria, és envoltat de pelegrins, cada cop més nombrosos, que reclamen miracles. Entre la multitud, Matilda, una bonica noia, però de comportament histèric, l'atreu irresistiblement. Sergio sucumbeix a la temptació... Espantat i desesperat, Sergio abandona l'ermita i intenta suïcidar-se, en submergint-se en un llac. Però, reapareix udolant i esgrimint la seva mà mutilada, signe del que ha de lligar-lo a la vida... Sergio torna llavors al país del seu infantesa, i la visió d'una parella de camperols-colomers, indefectiblement units a la vida i a la mort, li retorna una nova esperança i assossec.

## Repartiment
- Julian Sands: Sergio Giuramondo
- Nastassja Kinski: Cristina
- Charlotte Gainsbourg: Matilda
- Patricia Millardet: Aurelia
- Massimo Bonetti: el príncep Santobueno
- Margarita Lozano: la mare de Sergio
- Rudiger Vogler: el rei Carles III
- Pamela Villoresi: Giuseppina, la germana de Sergio
- Lorenzo Perpignani: Sergio, de nen

## Al voltant de la pel·lícula
- El sol mateix la nit és el segon film dels germans Taviani inspirat d'una novel·la curta de Lev Tolstoi, després de Sant Michel tenia un gall (1971). Els cineastes italians s'expliquen: « (...) per nosaltres italians, per nosaltres toscans i per nosaltres dos, en particular, entra en joc el fet que ens sentim més pròxims de la civilització i de la realitat russes que no sabríem ser d'altres països europeus. (...) també més allà baix que aquí (a Itàlia), tota la nostra civilització neix de l'enllaç amb la terra (...) aquest camp, els camperols.(...) Dostoievski, segons nosaltres, treballa dins les tenebres de la criatura humana, Tolstoi al contrari treballa sobre la criatura humana tirada fora, al sol. Llavors, com el cinema ha necessitat de llum, és més simple de tenir una relació amb Tolstoi. » (entrevista amb Jean A. Gili)
- Durant el rodatge, el film es deia provisionalment Padre Sergio. Costumistes de fet, els germans Taviani no n'estaven gaire satisfets i esperaven esdeveniments que els proporcionessin el títol adequat. Vittorio Taviani en dona les raons: " A causa del dubte que conservant aquest títol el públic hauria pensat en un home de fe, en un sacerdot només." (entrevista amb Jean A. Gili)
- El títol definitiu és manllevat a una frase de vots tradicionals. Al film, és enunciada, en dialecte, per una parella de camperols-criadors de coloms dirigint-se a Sergio: "Tia jiurnate bone, con stù sole pura ha notte" ("Que les teves jornades siguin boniques, amb del sol també a la nit"). L'última expressió dona el títol del film :Il sole anche di notte.